# 和歌山街道
和歌山街道（わかやまかいどう）は、紀伊半島をほぼ東西に横断し、伊勢・大和・紀伊の三国を経て松阪と和歌山を結ぶ街道。

## 概要
和歌山街道は、江戸時代に紀州藩の本城と東の領地松阪城を結ぶ街道として、伊勢参宮や熊野詣、吉野詣の巡礼道として、または南紀や伊勢志摩の海産物などを大和地方に運ぶ交易路として栄えた街道であった。またこの道は、全国交通系の一環として紀伊半島を東西に横断する重要なルートでもあった。

## 和歌山街道
和歌山街道とは、高見峠までの三重県側の部分を指し、紀州藩では伊勢街道といわれていた。紀州藩の藩道でもあったことから紀州街道、庶民の生活道として大和地方との関わりが深くなると大和街道とも呼ばれるようになり、また、松阪市飯南町横野から松阪市六呂木町までの道すじは、伊勢本街道と重複するルートを辿っている。

## 国道・県道
現在においては、下記の道路が 和歌山街道 と呼ばれる。
- 国道166号： （区間：高見峠-松阪市）
- 三重県道59号松阪第2環状線： （区間：丹生寺町-桂瀬町）
- 三重県道745号片野飯高線： （終点：松阪市飯高町宮前）